# IIFA Award/Beste Nebendarstellerin
Die Gewinner des IIFA Best Supporting Actress Award waren:
| Jahr | Darstellerin       | Film                        | Deutscher Titel                             |
| ---- | ------------------ | --------------------------- | ------------------------------------------- |
| 2000 | Sushmita Sen       | Biwi No. 1                  | —                                           |
| 2001 | Jaya Bachchan      | Fiza                        | —                                           |
| 2002 | Jaya Bachchan      | Kabhi Khushi Kabhie Gham    | In guten wie in schweren Tagen              |
| 2003 | Kirron Kher        | Devdas                      | Devdas – Flamme unserer Liebe               |
| 2004 | Jaya Bachchan      | Kal Ho Naa Ho               | Lebe und denke nicht an morgen              |
| 2005 | Rani Mukerji       | Veer-Zaara                  | Veer und Zaara – Die Legende einer Liebe    |
| 2006 | Ayesha Kapoor      | Black                       | —                                           |
| 2007 | Soha Ali Khan      | Rang De Basanti             | Rang De Basanti – Die Farbe Safran          |
| 2008 | Konkona Sen Sharma | Life in a… Metro            | Metro: Die Liebe kommt nie zu spät          |
| 2009 | Kangana Ranaut     | Fashion                     | —                                           |
| 2010 | Divya Dutta        | Delhi-6                     | Delhi 6                                     |
| 2011 | Prachi Desai       | Once Upon A Time In Mumbaai | —                                           |
| 2012 | Parineeti Chopra   | Ladies vs Ricky Bahl        | —                                           |
| 2013 | Anushka Sharma     | Jab Tak Hai Jaan            | Solang ich lebe – Jab Tak Hai Jaan          |
| 2014 | Divya Dutta        | Bhaag Milkha Bhaag          | —                                           |
| 2015 | Tabu               | Haider                      | —                                           |
| 2016 | Priyanka Chopra    | Bajirao Mastani             | Bajirao & Mastani – Eine unsterbliche Liebe |
| 2017 | Shabana Azmi       | Neerja                      | —                                           |
| 2018 | Meher Vij          | Secret Superstar            | —                                           |
| 2019 | Aditi Rao Hydari   | Padmaavat                   | Padmaavat – Ein Königreich für die Liebe    |